# مات غروفز
مات غروفز (بالإنجليزية: Matt Groves)‏ (11 ديسمبر 1988 ببرستل في المملكة المتحدة - ) هو لاعب كرة قدم بريطاني في مركز الهجوم. لعب مع نادي بريستول روفيرز وWeston-super-Mare A.F.C. ‏ وMangotsfield United F.C. ‏ وYate Town F.C. ‏ ونادي غلوستر سيتي وتشبنهام تاون وTiverton Town F.C. ‏ ونادي ويموث.

## وصلات خارجية
- مات غروفز على موقع قاعدة بيانات كرة القدم.إي يو (الإنجليزية)
- مات غروفز على موقع Soccerbase.com (لاعب) (الإنجليزية)